# Tripteroides denticulatus
Tripteroides denticulatus är en tvåvingeart som beskrevs av Mercedes Delfinado och Ronald W. Hodges 1968. Tripteroides denticulatus ingår i släktet Tripteroides och familjen stickmyggor. Inga underarter finns listade i Catalogue of Life.